# 希亚尔
希亚尔是巴西米纳斯吉拉斯州的一个市镇。总面积252.346平方公里，总人口2893人，人口密度11.5人/平方公里。